# Подхоста
Подхоста (словен. Podhosta) — поселення в общині Доленьське Топлице, регіон Південно-Східна Словенія, Словенія. Висота над рівнем моря: 187,7 м.